# Tweeling-aarde

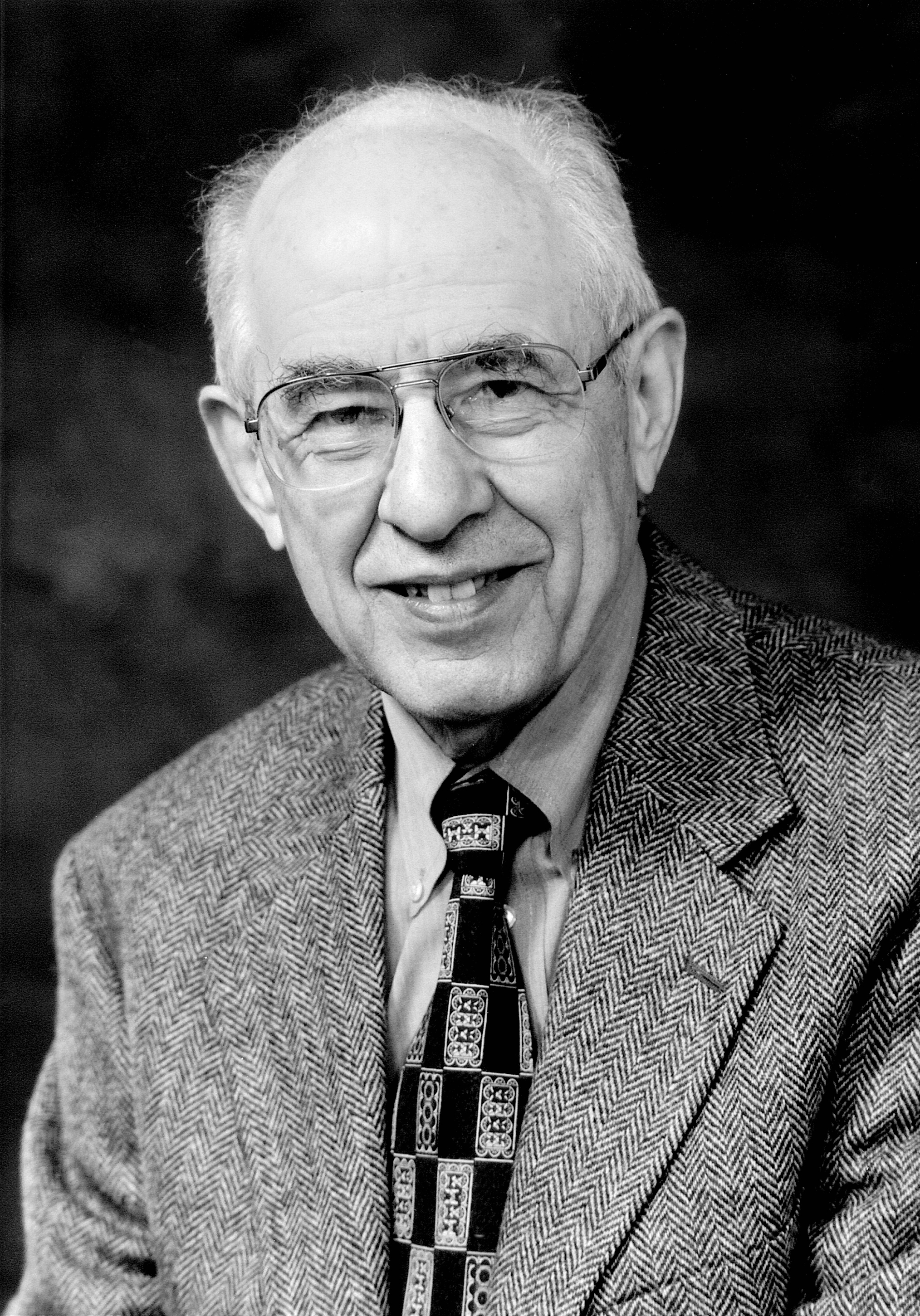
Hilary Putnam.

Het concept van tweeling-aarde staat voor een gedachte-experiment geformuleerd door de filosoof Hilary Putnam in diens paper Meaning and Reference (1973) en later geherformuleerd in The Meaning of 'Meaning' (1975). Dit argument is bekend als argument voor het semantisch externalisme: de betekenis van woorden hangt af van de zaken buiten (extern aan) de menselijke geest.

## Het gedachte-experiment
De oorspronkelijke formulering door Putnam gaat als volgt:

We begin by supposing that elsewhere in the universe there is a planet exactly like earth in virtually all respects, which we refer to as ‘Twin Earth’. [...] On Twin Earth there is a Twin equivalent of every person and thing here on Earth. The one difference between the two planets is that there is no water on Twin Earth. In its place there is a liquid that is superficially identical, but is chemically different, being composed not of H2O, but rather of some more complicated formula which we abbreviate as ‘XYZ’. The Twin Earthlings who refer to their language as ‘English’ call XYZ ‘water’. Finally, we set the date of our thought experiment to be several centuries ago, when the residents of Earth and Twin Earth would have no means of knowing that the liquids they called ‘water’ were H2O and XYZ respectively. The experience of people on Earth with water, and that of those on Twin Earth with XYZ would be identical.

Now the question arises: when an earthling (or Oscar for simplicity sake) and his twin on Twin Earth say 'water' do they mean the same thing? (The twin is also called 'Oscar' on his own planet, of course. Indeed, the inhabitants of that planet call their own planet 'Earth'. For convenience, we refer to this putative planet as 'Twin Earth', and [...] to Oscar's twin as Twin-Oscar, and twin-earth water as water.)  Ex hypothesi, their brains are molecule-for-molecule identical. Yet, at least according to Putnam, when Oscar says water, the term refers to H2O, whereas when Twin Oscar says 'water' it refers to XYZ. The result of this is that the contents of a person's brain are not sufficient to determine the reference of terms they use, as one must also examine the causal history that led to this individual acquiring the term. (Oscar, for instance, learned the word 'water' in a world filled with H2O, whereas Twin Oscar learned 'water' in a world filled with XYZ.)

Dit is een essentiële thesis in het semantisch externalisme. De term water verschilt op deze wijze tussen beide planeten. Het heeft immers een andere extensie of reikwijdte op aarde dan op de tweeling-aarde omdat de substantie zelf verschilt en niet omdat de sprekers verschillen. De betekenis wordt hier dus niet bepaald door de sprekers of hun interne psychologische of neurologische toestand. Het kan dan ook als kritiek worden opgevat op de klassieke opvatting van betekenis zoals die bij René Descartes voorkwam waar betekenis zich volledig laat afleiden van wat er intern in het hoofd afspeelt en de buitenwereld geheel genegeerd mag worden. Putnam vatte deze opvatting samen onder de beroemde woorden dat "'betekenis' niet (geheel) in het hoofd zit" ("meanings" just ain't in the head!).
In het oorspronkelijke artikel betoogt Putnam dat de verwijzing van de term "water" bij beide personen verschilden, maar hun psychologische toestand hetzelfde was. Iemand als Tyler Burge betoogt echter in Other Bodies (1982) dat hun mentale toestanden wel degelijk verschillend waren: Oscar heeft het concept H2O, terwijl tweeling Oscar het the concept XYZ heeft. Putnam heeft zich later verzoend met Burges versie van het gedachte-experiment.
Hoewel dit gedachte-experiment in de eerste plaats over de betekenis van woorden gaat, is het door andere filosofen ook opgepikt in de filosofie van de geest. Men kan dit immers verbreden naar elk soort mentale inhoud. Ook iemand als Jerry Fodor behandelt de gevolgen van dit (soort) gedachte-experiment(en) in zijn werk. De conclusie die hij hieruit trekt is dat de propositionele attitudes niet kunnen "superveniëren" op toestanden van het brein: er is een verschil in betekenis, en dus in hetgeen wat men gelooft (de propositionele attitude), maar er is geen verschil in hersentoestand. Aldus kan je propositionele attitudes niet eenvoudig afleiden uit hersentoestanden.

## Kritiek
Talloze filosofen hebben echter beargumenteerd dat 'water' voor beide Oscars verwijst naar iets dat voldoende "waterachtig" is. Dit wil zeggen dat beide dus verwijzen naar dezelfde term die gewoon zowel H2O en XYZ omvat. Op deze wijze gaat Putnams punt dus niet op: er is geen verschil tussen beide.
John Searle bijvoorbeeld betoogt in zijn werk Intentionality: An Essay in the Philosophy of Mind (1983) dat eens men ontdekt dat water H2O is, we voor de keuze staan om oftewel water te herdefiniëren als H2O, oftewel kiezen om de term water te behouden als een term die verwijst naar alles dat maar de basiseigenschappen van water bezit (zoals doorzichtbaarheid, natheid, ...). Searle betoogt dat in het tweeling-aarde gedachte-experiment de tweede optie de meest waarschijnlijke is omdat de tweeling-aarde nu eenmaal geen H2O heeft, waardoor kiezen voor de eerste optie ook zou impliceren dat al hun op "water" gebaseerde producten ook geherdefinieerd moeten worden. tweeling-roomijs bijvoorbeeld, zou zo van geheel andere aard zijn, hoewel we toch geneigd zijn het roomijs te blijven noemen. Searle acht deze oplossing als voldoende om Putnams gedachte-experiment te weerleggen. Iemand als Donald Davidson stelt echter dat men variaties op dit gedachte-experiment kan formuleren die desondanks Putnams conclusies nog toelaten.
Iemand als Paul Boghossian heeft een ander tegenargument geformuleerd tegen dit soort tweeling-aarde argumenten. Hij stelt dat dit soort argumenten voor het externalisme in tegenspraak zijn met de idee van een geprivilegieerde zelfkennis. Onder zelfkennis moet men verstaan dat men de inhoud van zijn eigen gedachten kan achterhalen zonder daarbij een onderzoek te moeten gaan doen naar empirisch bewijsmateriaal in de buitenwereld. Hoewel dit argument natuurlijk externalisme niet meteen weerlegt, zorgt het wel voor problemen voor wie die dit soort zelfkennis intuïtief juist vindt en het niet wil opgeven.
Andere filosofen wijzen er dan weer op dat zulke sciencefiction gedachte-experimenten met argusogen moeten bekeken worden. Het problematische schuilt vooral in het feit dat dit soort experimenten een wereld beschrijft die radicaal anders is dan de onze, waardoor onze intuïties - waarop deze experimenten beroep doen - niet meer betrouwbaar zijn en we er dus ook geen filosofische conclusies kunnen uittrekken. Een voorbeeld hiervan is Daniel Dennett die dit tweeling-aarde gedachte-experiment afwijst omdat het inspeelt op sterke maar uiteindelijke denkbeeldige intuïties. Phil Hutchinson wijst er ook op dat men moet kijken naar (a) de kritiek van Putnam zelf, waar hij zijn eigen standpunt bekritiseert en (b) dat de overtuigingskracht van dit gedachte-experiment steunt op het negeren van bepaalde aspecten van de situatie zodat het resultaat is was Putnam zegt dat het is. Gedachte-experimenten als deze zijn op dusdanige wijze geformuleerd dat ze onze intuïties in die richting sturen waar ze willen dat ze worden heengestuurd.
John McDowell, in zijn paper Putnam on Mind and Meaning (1998) bekritiseert dan weer de impliciete stelling van Putnam al zou de menselijke geest volledig samenvallen met de hersenen in het hoofd. Putnam heeft ook later zijn standpunt omtrent de geest bijgestuurd in de richting van McDowells neowittgensteiniaanse interpretatie van de geest: de geest is een structureel netwerk van object-gerelateerde vermogens (object involving abilities). De eerder vernoemde Hutchinson heeft hierbij dan ook betoogt dat deze toegeving van Putnam, het hele onderscheid tussen betekenis in het hoofd en buiten het hoofd problematiseert.